# Da Humm
Da Humm ist das siebte Studioalbum von Helge Schneider und nach Es gibt Reis, Baby (1993) sein zweites Doppelalbum. Das Album erschien 1997 und enthielt neben neuen Liedern auch zahlreiche Stücke, die zur Untermalung früherer Filme von und mit Helge Schneider verwendet wurden. Das Album trägt den Untertitel „Wurstfachverkäuferin“.

## Entstehung und Veröffentlichung
Im Gegensatz zum vorherigen Album „Es rappelt im Karton“ betrieb Schneider für die Aufnahmen der neuen Lieder wieder weitaus weniger Aufwand. Hatte auf dem 1995 erschienenen Vorgänger noch eine eigens zusammengestellte Bigband mitgewirkt, so entstand „Da Humm“ teils wieder mit der „Hardcore“ genannten Bandbesetzung mit Buddy Casino an der Orgel und Peter Thoms am Schlagzeug, einige Stücke sind auch reine Soloaufnahmen. Für die Aufnahmen wurden die „Helge Schneider-Studios“ verwendet, wo das Material von Schneider selbst abgemischt wurde.
Die neuen Lieder finden sich allesamt auf der ersten der beiden CDs, genannt „Dahumm!“. Neben diesen steht alleine das auf einem Konzert in Bochum 1995 aufgenommene Stück „Tiere“. Die zweite CD, genannt „Erinnerungen“, hat den Charakter einer Compilation, da sich hier neben den zahlreichen Filmmusiken aus „Menu Total“, „Texas – Doc Snyder hält die Welt in Atem“, „00 Schneider – Jagd auf Nihil Baxter“ und „Praxis Dr. Hasenbein“ einige Solostücke und z. T. bis auf das Jahr 1974 zurückreichende Liveaufnahmen von verschiedenen Musikformationen unter Mitwirkung von Helge Schneider befinden.
Das Album erschien 1997 als Doppel-CD und als Doppel-LP über das Plattenlabel Roof Music und erreichte in den Albencharts maximal Platz 24 und hielt sich sechs Wochen in den Top 100. Bis zum Album „Out of Kaktus“ aus dem Jahr 2003 war es Schneiders letztes Studioalbum mit eigenem Material. In der Zwischenzeit erschienen neben einigen Livealben die Coveralben „Eiersalat in Rock“ (unter dem Namen „Helge & the Firefuckers“) und „Jazz“ (unter dem Namen „Helge & Hardcore“) sowie das Musical-/Hörspielprojekt „Mendy – das Wusical“.

## Covergestaltung
Das Cover des Albums ist ein Foto, das Helge Schneider in einem pinkfarbenen Anzug und mit Sonnenbrille neben einer auf einem einbeinigen Ständer platzierten Plattenspieler-Stereoanlage mit eingebauten Lautsprechern zeigt. Schneider posiert dabei mit einer grünen Gießkanne und einem E-Bass. Im CD-Booklet ist ein erläuternder Text von Schneider zu lesen, ferner sind dort zahlreiche historische Fotos, Skizzen und Zeitungsausschnitte zu sehen, die von Schneiders früher Karriere berichten. Weiterhin ist die CD-Hülle mit Zeichnungen zu den Liedern „Wurstfachverkäuferin“ und „Lord Fuck“ illustriert.

## Inhalt

### Titelliste
| CD 1 („Dahumm!“) 1. F-Dur 2. Da Humm (Solo) 3. Bonbon aus Wurst 4. Ich drück die Maus 5. Crazy, Crazy 6. In der Fleischerei 7. Wurstfachverkäuferin (Solo) 8. Wurstfachverkäuferin (Band) 9. Tiere 10. Lord Fuck 11. Misty 12. Blub Blub 13. Punkt 14. Kleines Arschloch 15. Du bist ich 16. St. Thomas 17. Politiker 18. Konvolut 19. Dahumm (Band) 20. Blue Bossa 21. The Making of Fitze, Fitze, Fatze (Solo) 22. The Making of Fitze, Fitze, Fatze (Band) | CD 2 („Erinnerungen“) 1. Erinnerungen 2. Menu Total 3. Fantasie in Blau 4. 00 Schneider 5. Freunde in der Not 6. Huhu 7. Meine Mutter 8. Die Gazelle 9. Der Hering 10. Die Lindenwirtin 11. 100.000 Rosen 12. Sei doch nicht so kleinlich 13. Videoprodukt 14. Donna Lee 15. Wundervolle Welt 16. Crazy, Crazy (im Altersheim) 17. Philosophie III 18. Round About Midnight |

### Filmmusik
Wie erwähnt stammen einige Lieder aus Filmen von und mit Helge Schneider. Ältestes Lied dabei ist „Menu Total“, das 1985 für den gleichnamigen Film von Christoph Schlingensief aufgenommen wurde. Neben Schneider an der Trompete und Casino am Piano wirken an dieser Aufnahme der Bassist Dieter Stein und der Schlagzeuger Peter Eisold mit.
Versionen der Lieder „100.000 Rosen“ und „Sei doch nicht so kleinlich“ fanden im Film „Johnny Flash“ Verwendung.
Aus dem Soundtrack für den Film „Texas – Doc Snyder hält die Welt in Atem“ stammt das von Schneider auf der Orgel gespielte „00 Schneider“-Thema, das sich stark an die Titelmelodie der Fernsehserie „Kobra, übernehmen Sie“ anlehnt. Neben der bereits erwähnten Titelmelodie stammt das Lied „Freunde in der Not“ aus dem Film „00 Schneider – Jagd auf Nihil Baxter“. Ebenfalls in der Westernparodie zu hören war das Lied „Huhu“, das im Film die ersten Szenen mit der Vorstellung aller Hauptfiguren begleitet. Es orientiert sich stilistisch an den häufig von Gitarre und Pfeifen getragenen Westernsoundtracks von Ennio Morricone. Eine Bearbeitung von „Huhu“ war auf dem Vorgängeralbum „Es rappelt im Karton“ unter dem Titel „Hoffnung“ zu hören, darüber hinaus wurde es live unter dem Titel „Titanic“ gespielt (zu hören unter anderem auf dem Livealbum „Füttern verboten – Live in Dortmund“).
„Praxis Dr. Hasenbein“ stellt den größten Anteil an der auf „Da Humm“ zu hörenden Filmmusik. Neben dem Titelstück „Da Humm“, das im Film in der Soloversion zu hören war, stammt auch „Crazy, Crazy“ aus dem Film. Hierbei ist direkt am Anfang des Filmes die Soloversion zu hören, wohingegen der Film mit der Bandversion „im Altersheim“ ausklingt. Dabei ist auf dem Album auch die von Heinz Lober gesprochene Einleitung zu hören. Die einfach gehaltene Komposition „Fitze Fitze Fatze“ fand ebenfalls im Film Verwendung, wurde aber für das Album gleich doppelt (Solo und mit der Band) aufgenommen.
Chronologisch letztes Filmlied ist „Kleines Arschloch“, das in der Verfilmung des gleichnamigen Comics von Walter Moers zum Einsatz kam. Helge Schneider übernahm darüber hinaus im Film noch die Sprecherrolle des Großvaters der Titelfigur.

### Coverversionen
Auf Da Humm finden sich erneut viele Coverversionen von Jazzstandards. Dies sind im Einzelnen Misty von Erroll Garner, St. Thomas von Sonny Rollins, der Blue Bossa von Kenny Dorham, Donna Lee von Charlie Parker und Round About Midnight von Thelonious Monk. Donna Lee wurde bereits 1992 für das Album Guten Tach! gecovert, Round About Midnight ist eine Liveaufnahme aus Düsseldorf von 1982, dabei spielt Schneider Saxofon, Wolfgang Hefter Piano, Charly Weiss das Schlagzeug und Reinhard Glöder den Kontrabass. Außerdem ist wie bereits auf Guten Tach! eine relativ freie Coverversion von Louis Armstrongs What a Wonderful World, genannt Wundervolle Welt, enthalten.
Schneider interpretiert die Jazzlieder ähnlich wie auf den vorherigen Alben und verwendet dabei häufig auch vokale Interpretationen der Melodien.
In Aufnahmen aus dem Jahr 1974, an der neben Schneider am Klavier nur der Schlagzeuger Klaus Bartels beteiligt war, werden auch die Texte der beiden Volkslieder Die Lindenwirtin von Rudolf Baumbach und Vom Hering (hier unter dem Titel Der Hering) von Heinrich Seidel verwendet. Der Hering zitiert zudem die Melodie des Bossa Nova-Standards Desafinado von Antônio Carlos Jobim.

### Hörspiele
Mit „In der Fleischerei“ und „Politiker“ finden sich zwei von Schneider alleine aufgenommene Hörspiele auf der CD. „In der Fleischerei“ beschreibt dabei die absurde Szene eines Fleischereibesuchers, der sich über seine Absicht nicht im Klaren ist und vom Fleischer zur Handgreiflichkeit provoziert wird. „Politiker“ ist eine frei improvisierte Parodie auf politische Reden.

### Sonstige Lieder
In den übrigen Liedern beschreibt Schneider satirisch verschiedene Themen, die Musik ist dabei zwischen Jazz und Chanson einzuordnen.
- „Bonbon aus Wurst“ ist eine satirische Metapher für das männliche Geschlechtsorgan, welches im Liedtext die Frauen auf die Seite des Erzählers zieht.
- „Ich drück die Maus“ parodiert Hip-Hop, dabei wird vor einem monotonen Rhythmus die Titelzeile immer wieder und in leichten Abwandlungen wiederholt.
- „Wurstfachverkäuferin“, ebenfalls solo und mit der Band aufgenommen, beschreibt den Alltag des Personals an der Fleischtheke im Supermarkt.
- „Blub Blub“ beschreibt den letztlich fatalen Versuch eines Goldfisches, durch Einsatz eines Hammers aus seinem Aquarium auszubrechen. Die Trauer über den Tod aller Fische durch die Zerstörung des Aquariums konterkariert Schneider mit dem Übergang zu einer Version von „Fitze Fitze Fatze“.
- „Meine Mutter“ ist – in Fortsetzung des „Buttersongs“ von „Es gibt Reis, Baby“ – ein Lied, welches zuerst die in allen Lebenslagen hilfsbereite Mutter erwähnt und anschließend einen fast identischen Text auf die Ehefrau bezieht. Bei dieser Aufnahme hat Schneider selbst alle Instrumente, auch Schlagzeug gespielt.

## Singleauskopplungen
Als Singles wurden Bonbon aus Wurst und Fitze Fitze Fatze ausgekoppelt. Letztere Single erreichte in den deutschen Charts Platz 51. Ein Running Gag auf dem Album ist, dass Helge Schneider immer wieder seinen Hit „Katzeklo“ anstimmt und unterbricht.